# TV Neufahrwasser
Der TV Neufahrwasser (Turnverein Neufahrwasser) war ein deutscher Sportverein aus dem Danziger Stadtteil Neufahrwasser. Die Feldhandball-Abteilung des Vereins qualifizierte sich mehrmals für die Endrunde zur Deutschen Feldhandball-Meisterschaft.

## Feldhandball
Die Feldhandball-Abteilung der Männer spielte im Verband Deutsche Turnerschaft (DT). Erste überregionale Erfolge erreichte Neufahrwasser 1926, als sich der Verein durch einen Sieg gegen den Königsberger MTV 1842 als Kreisgruppenmeister Kreis I für die Deutsche Feldhandball-Meisterschaft 1925/26 qualifizierte. Dort schied Neufahrwasser nach einer 2:7-Niederlage gegen den ATV Connewitz 1894 in der Vorrunde aus. 1929 konnte sich der Verein erneut durch einen Sieg über den Königsberger MTV 1842 als Kreisgruppenmeister Kreis I für die Deutsche Feldhandballmeisterschaft qualifizieren, gegen den TV Vorwärts Breslau schied Neufahrwasser deutlich mit 2:8 in der Vorrunde aus. Während 1930 das Kreisgruppenfinale gegen den Königsberger MTV verloren ging, konnte in der folgenden Spielzeit letztmals die Kreisgruppe 1 gewonnen werden. Doch auch bei der Meisterschaft 1930/31 schied Neufahrwasser erneut in der Vorrunde durch eine Niederlage gegen Vorwärts Breslau aus. 1933 wurde nochmals das Endspiel der Kreismeisterschaften erreicht, dieses ging jedoch gegen den ostpreußischen Dauerrivalen Königsberger MTV verloren.
Nach Machtübernahme der Nationalsozialisten und der vollzogenen Gleichschaltung wurden alle bisher bestehenden Sportverbände, so auch die Deutsche Turnerschaft, aufgelöst. Der Spielbetrieb fand fortan in 16 Gauligen statt. Der TV Neufahrwasser wurde in die Handball-Gauliga Ostpreußen aufgenommen und konnte diese 1934 durch einen 6:5-Erfolg über den MSV Hindenburg Allenstein gewinnen. Als Gaumeister war der Verein für die Deutsche Feldhandball-Meisterschaft 1933/34 qualifiziert. Gegen den Polizei SV Magdeburg setzte es eine deutliche 0:15-Niederlage und Neufahrwasser schied in der Vorrunde aus. Der Verein konnte sich noch kurzfristig in der erstklassigen Gauliga halten, stieg jedoch noch Mitte der 1930er-Jahre in die zweitklassige Bezirksklasse ab. Mit dem bedingt durch den Zweiten Weltkrieg Gebietsgewinn wurde der Bereich Danzig 1940 aus dem Sportgau Ostpreußen gelöst und bildete mit dem Regierungsbezirk Marienwerder fortan die Handball-Gauliga Danzig-Westpreußen. Als bester Vertreter aus diesem Bereich wurde der TV Neufahrwasser als Teilnehmer an der Deutschen Feldhandball-Meisterschaft 1939/40 ernannt. Wie schon bei den Teilnahmen davor schied Neufahrwasser jedoch erneut in der ersten Runde aus, mit 8:11 unterlag man dem VfL Königsberg.
Nach der Kapitulation Deutschlands 1945 wurde Danzig als Teil Westpreußens unter polnische Verwaltung gestellt. Der Tv Neufahrwasser wurde, wie sämtliche Sportvereine, aufgelöst.

## Weitere Sportarten
Die Deutsche Turnerschaft trug bis 1933 abseits der Deutschen Sportbehörde für Leichtathletik eigene Leichtathletik-Meisterschaften, so genannte Volksturnmeisterschaften aus. Hier konnte der TV Neufahrwasser 1925 durch Kneller die Vizemeisterschaft im Hochsprung und 1930 die Bronzemedaille durch Fiedler im Hürdenlauf gewinnen.

## Erfolge
- Teilnahme Deutsche Feldhandball-Meisterschaft: 1926 (DT), 1929 (DT), 1931 (DT), 1934, 1940
- Handballmeister DT-Kreis I: 1926, 1929, 1931
- Handball-Gaumeister Ostpreußen: 1934

## Bekannte Spieler
- Gerhard Kienbaum (1919–1998), Kriegsgastspieler